# Wiveca Billquist
Wiveca Lena Margareta Billquist, född Parneby 14 februari 1937 i Skövde, död 18 april 2014, var en svensk fotomodell, skådespelare och TV-producent. Hon var gift med skådespelaren Carl Billquist från 1964 till hans död 1993.  Billquist avled 2014 och en minnestext över henne publicerades i Svenska Dagbladet den 12 maj 2014.

## Filmografi
- 1959 – Fly mej en greve
- 1959 – Bara en kypare
- 1961 – Svenska Floyd